# Таскарвас (округ, Огайо)
Шаблон:StateAbbr_ 40°27′ пн. ш. 81°28′ зх. д. / 40.45° пн. ш. 81.47° зх. д.
Округ  Таскарвас (англ. Tuscarawas County) — округ (графство) у штаті  Огайо, США. Ідентифікатор округу 39157.

## Історія
Округ офіційно утворений 15 березня 1808 року.

## Демографія
За даними перепису 2000 року загальне населення округу становило 90 914 осіб, зокрема міського населення було 52 826, а сільського — 38 088. Серед мешканців округу чоловіків було 44 305, а жінок — 46 609. В окрузі було 35 653 домогосподарства, 25 315 родин, які мешкали в 38 113 будинках. Середній розмір родини становив 3,01.
Віковий розподіл населення поданий у таблиці:
| Стать    | До 15 років | 15—21 | 22—29 | 30—39 | 40—49 | 50—65 | 65—85 | Понад 85 |
| -------- | ----------- | ----- | ----- | ----- | ----- | ----- | ----- | -------- |
| Чоловіки | 9847        | 4301  | 4260  | 6225  | 7067  | 7079  | 5082  | 444      |
| Жінки    | 9102        | 4170  | 4158  | 6380  | 7193  | 7533  | 6831  | 1242     |

## Суміжні округи
- Старк — північ
- Керролл — північний схід
- Гаррісон — південний схід
- Гернсі — південь
- Кошоктон — південний захід
- Голмс — північний захід

## Виноски
1. ↑  Historical Collections of Ohio, Henry Howe. 1888. Архів оригіналу за 19 січня 2012. Процитовано 27 квітня 2010.
2. ↑  U.S. Decennial Census. United States Census Bureau. Архів оригіналу за 26 квітня 2015. Процитовано 11 лютого 2015.
3. ↑  Historical Census Browser. University of Virginia Library. Архів оригіналу за 11 серпня 2012. Процитовано 11 лютого 2015.
4. ↑  Forstall, Richard L., ред. (27 березня 1995). Population of Counties by Decennial Census: 1900 to 1990. United States Census Bureau. Процитовано 11 лютого 2015.
5. ↑  Census 2000 PHC-T-4. Ranking Tables for Counties: 1990 and 2000 (PDF). United States Census Bureau. 2 квітня 2001. Процитовано 11 лютого 2015.
6. ↑  State & County QuickFacts. United States Census Bureau. Архів оригіналу за 31 липня 2011. Процитовано 11 лютого 2015. [Архівовано 2011-07-31 у Wayback Machine.](англ.) Наведено за англійською вікіпедією.
7. ↑  American FactFinder. Бюро перепису населення США. Архів оригіналу за 26 лютого 2012. Процитовано 31 січня 2008. [Архівовано 2008-05-21 у Wayback Machine.]

| США | Це незавершена стаття з географії США. Ви можете допомогти проєкту, виправивши або дописавши її. |